# Kapucini (majmuni)
Kapucini (Cebidae) porodica su primata iz skupine majmuna Novog svijeta (Platyrrhini) uvrštene u podred suhonosaca.

## Rasprostranjenost
Ova porodica primata živi na američkom kontinentu. Unutar kontinenta, područje se kreće od Srednje Amerike (Honduras) pa do središnjeg dijela Južne Amerike (Bolivija, središnji Brazil).

## Opis
Cebidae majmuni imaju dugačke udove, a na prstima imaju nokte. Krzno im je gusto, uglavnom crno, smeđe ili sivo, a brojne vrste imaju i šare. Dužina tijela kreće im se između 25 i 55 centimetara. Rep im je jednako toliko dug, a teški su od 0,7 do 1,3 kilograma.

## Način života
To su dnevne životinje. Izvrsni su penjači i jako dobro skaču. No, iako su živahni, kreću se uglavnom promišljenije od još živahnijih pandžaša.

## Hrana
Ovi majmuni su svežderi. Hrane se prije svega voćem i kukcima.

## Sistematika
Ranije su se svi majmuni Novog svijeta koji nisu bili u skupinu pandžaša svrstavali u ovu porodicu. No, rezultati pobližih istraživanja pokazali su, da je to zapravo parafilijska skupina. Hvataši (Atelidae), noćni majmuni (Aotidae) i sakiji (Pitheciidae) smatraju se danas zasebnim porodicama, dok su u porodici Cebidae još samo tri potporodice, Callitrichinae, Cebinae i Saimiriinae, razvrstane u šest rodova.
- Porodica Cebidae: marmozeti, tamarini, kapucini i vjeveričji majmuni
  - Potporodica Callitrichinae
    - Rod Callithrix
    - Rod Leontopithecus
    - Rod Saguinus
    - Rod Callimico

  - Potporodica Cebinae
    - Rod Cebus

  - Potporodica Saimiriinae
    - Rod Saimiri

## Vanjske poveznice

### Ostali projekti
|  | Zajednički poslužitelj ima još gradiva o temi Cebidae |
|  | Wikivrste imaju podatke o taksonu Cebidae             |